# 키랑 르봉
키랑 르봉(프랑스어: Keelan Lebon, 1997년 7월 4일~)은 프랑스의 축구 선수이다.

## 클럽 경력
르본은 프랑스 파리에서 태어나 파리 FC 유소년 팀에서 축구를 시작했다. 이후 프랑스 하부리그와 불가리아(PFC 베로에), 카자흐스탄(FC 아스타나), 아제르바이잔(네프트치 바쿠), 그리스(칼리테아) 등 유럽 여러 리그에서 활약했다.  
2025년 여름 전남 드래곤즈 FC에 합류하면서 K리그2 무대에 진출하였다.

## 국가대표 경력
르본은 프랑스령 생마르탱 대표팀 소속으로 7경기 출전, 5골 2도움을 기록하고 있다.  
CONCACAF 네이션스리그 B·C리그에서 공격 핵심 자원으로 활약 중이다.

## 특징
174cm, 70kg의 체격을 바탕으로 한 빠른 발과 드리블 돌파 능력이 장점이다.  
역습 상황에서 1대1 돌파 능력이 뛰어나며, 측면 윙포워드 역할을 주로 수행한다.

## 기타
르본은 K리그 역사상 열 번째 프랑스 국적 선수이자, 생마르탱 국가대표로는 최초로 K리그 무대에 진출한 선수이다.

## 참고 문헌
- “키랑 르봉”. 《트랜스퍼마르크트》.
- “키랑 르봉”. 《전남 드래곤즈 FC》. 전남드래곤즈.